# Pašovice (Chrášťany)
Pašovice jsou vesnice, část obce Chrášťany v okrese České Budějovice v Jihočeském kraji. Nachází se asi šest kilometrů jižně od Chrášťan. Je zde evidováno 81 adres. V roce 2011 zde trvale žilo 24 obyvatel.
Pašovice jsou také název katastrálního území o rozloze 3,69 km².

## Historie
První písemná zmínka o vesnici pochází z roku 1454.

## Obyvatelstvo
| Rok            | 1869 | 1880 | 1890 | 1900 | 1910 | 1921 | 1930 | 1950 | 1961 | 1970 | 1980 | 1991 | 2001 | 2011 | 2021 |
| -------------- | ---- | ---- | ---- | ---- | ---- | ---- | ---- | ---- | ---- | ---- | ---- | ---- | ---- | ---- | ---- |
| Počet obyvatel | 260  | 238  | 183  | 193  | 192  | 171  | 167  | 103  | 77   | 70   | 54   | 33   | 27   | 24   | 19   |
| Počet domů     | 39   | 39   | 32   | 33   | 32   | 32   | 32   | 30   | 27   | 21   | 19   | 24   | 27   | 28   | 27   |

## Obecní správa
Při sčítání lidu v letech 1850–1888 Pašovice byly osadou obce Hosty v okrese Týn nad Vltavou. V letech 1891–1960 byly samostatnou obcí, se kterým patřily nejprve do okresu Týn nad Vltavou, ale od roku 1960 v okrese České Budějovice. Od 12. června 1960 do 31. března 1976 byly znovu částí obce Hosty v okrese České Budějovice. Od 1. dubna 1976 jsou částí obce Chrášťany v okrese České Budějovice. Poté se Hosty opět osamostatnily, ale Pašovice již zůstaly součástí Chrášťan.